# La Treita
La Treita es un despoblado  perteneciente al municipio de Vega de Valcarce en la comarca leonesa del Bierzo. Se encuentra ubicada al oeste de la capital municipal, cerca del límite provincial entre León y Lugo, a una altitud aproximada de 1042 metros. Administrativamente, forma, junto a Argenteiro, una única Entidad Local Menor.

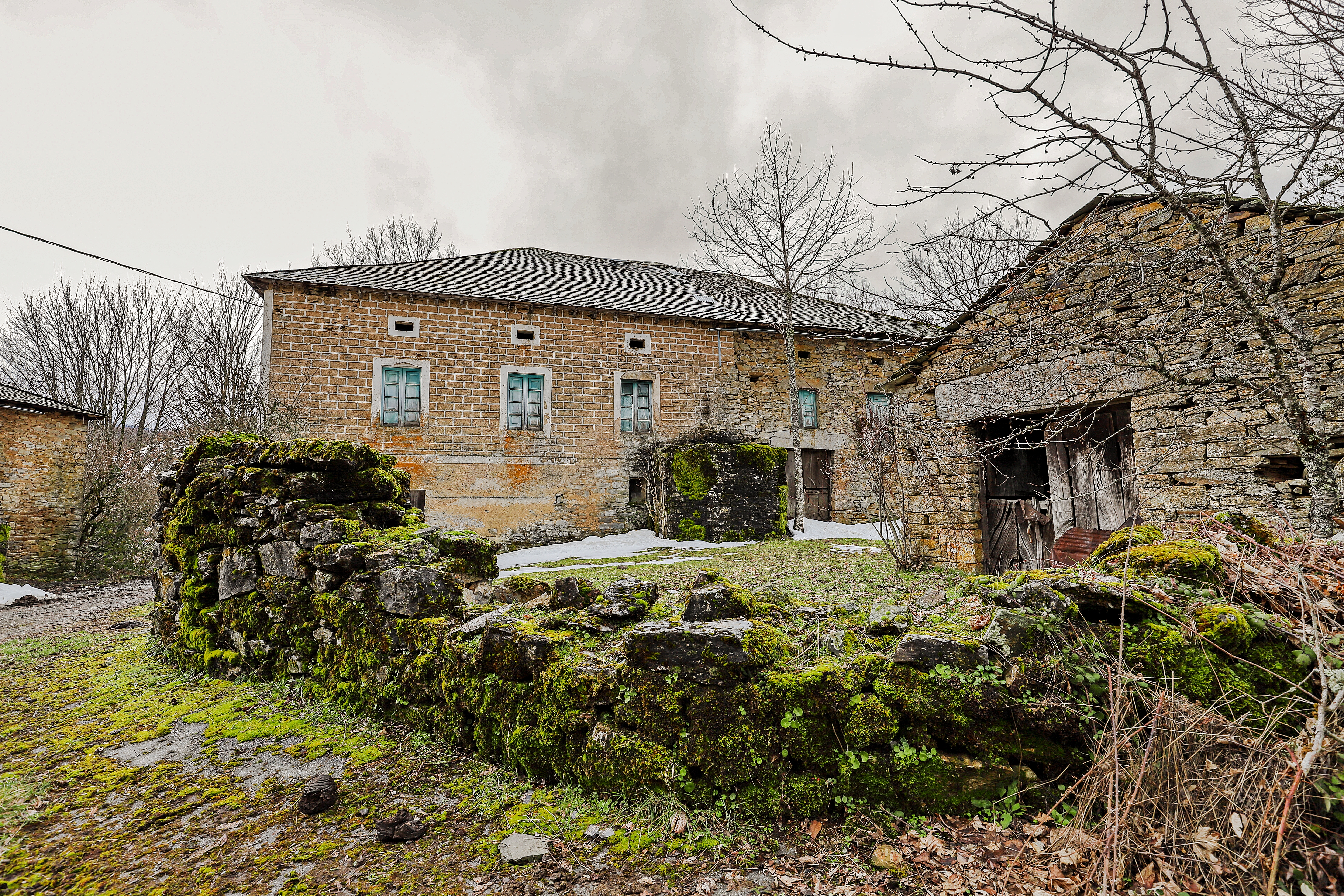
Casas en ruinas

## Historia
En 1834, cuando se realizó en España la primera división del territorio nacional en partidos judiciales, La Treita quedó adscrita al partido judicial de Villafranca del Bierzo.  En 1966 se suprimió el partido judicial de Villafranca del Bierzo y pasó a estar adscrita al partido judicial de Ponferrada.
En 1858 contaba con la categoría de aldea y 25 habitantes.

## Comunicaciones
El accesso se realiza desde Bargelas por una vía que no forma parte de la red provincial de carreteras de la Diputación de León.